# Курна хата

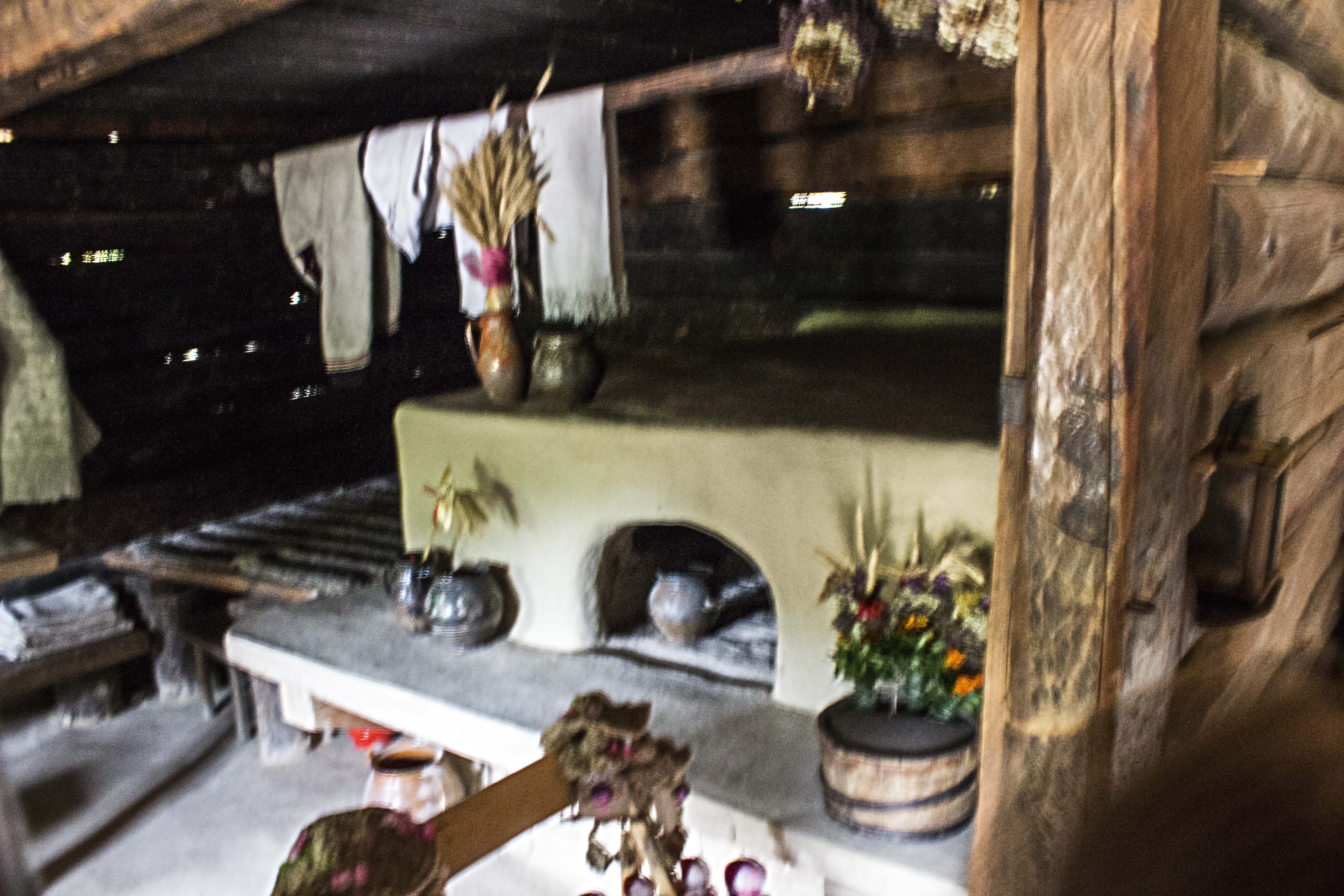
Піч без димаря з с.Пилипець Міжгірського району Закарпатської області. Музей у Пирогові.

Курна́ ха́та  (синоніми — рудна хата, чорна хата, димнянка)— будівля, що не має димової труби і опалюється піччю по-чорному, дим виходить через двері, вузькі прорізи у верхній частині стіни або спеціальні отвори у стелі і даху - "димники". Приміщення освітлювалися маленькими волоковими вікнами.
На території сучасної України курний спосіб опалення протримався де-не-де до початку XX ст. (наприклад, у бойків, гуцулів). Дим виходив почасти через двері, почасти через прорубаний у стелі отвір, який затуляли дощечкою на жердині. У другій половині XIX ст. курні хати траплялися переважно в Карпатах, до середини XIX ст. їх можна було зустріти і на Поліссі. На інших територіях України, де будинки білили, курні хати не були відомі. 
У Карпатах в курних хатах жили досить довго: на фотографіях Закарпаття періоду Чехословаччини основна частина жител була без димових труб. Зовсім скоро серед народу поширився необґрунтований стереотип, ніби курні хижки є суто житлом бідняків. Тим не менш, опалення по-чорному мало свої переваги: довге збереження тепла та економія дров.

## Типи курних хат

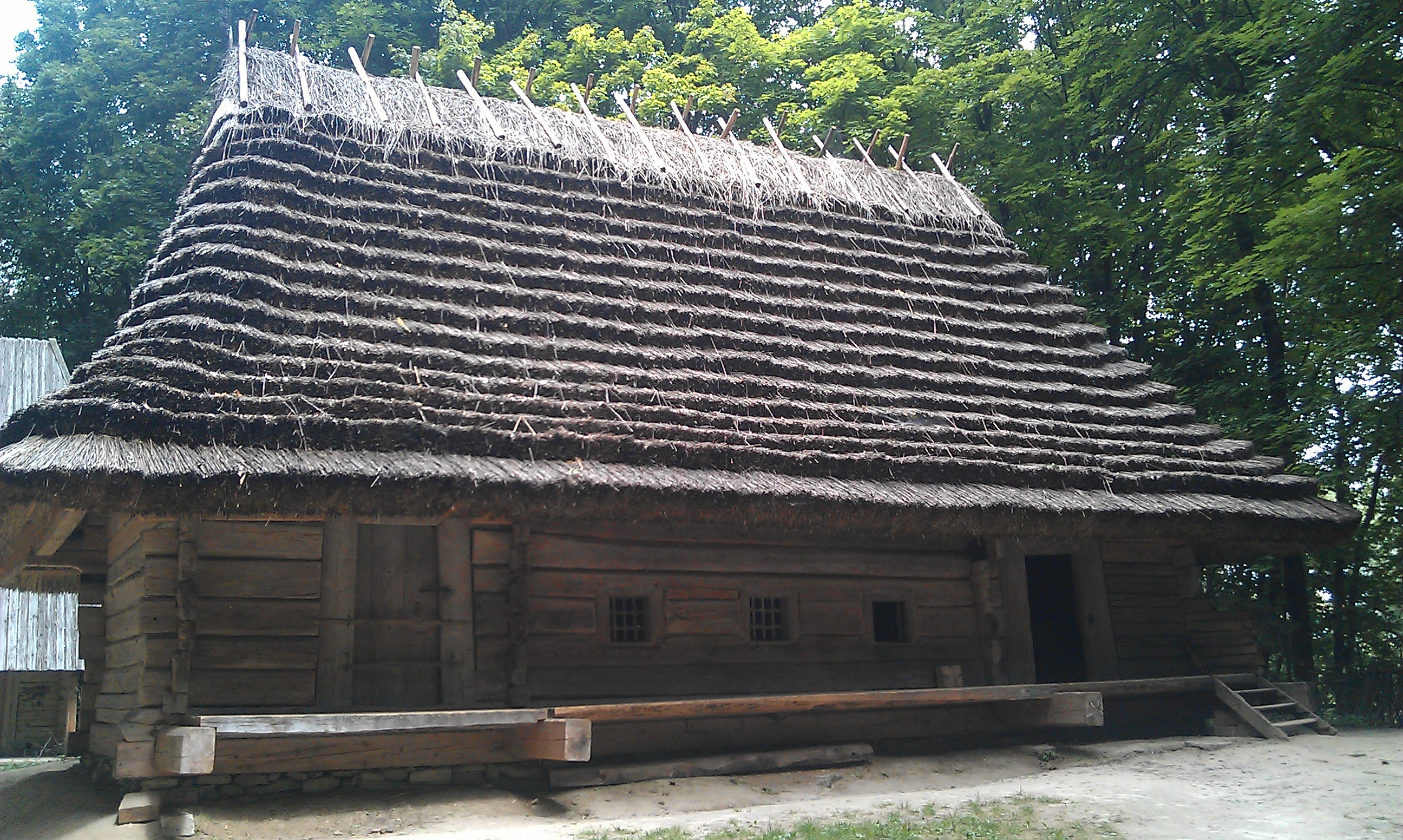
Бойківська хата з с. Либохора (Самбірщина) - приклад типового бойківського житла у XIX ст. Музей «Шевченківський гай»

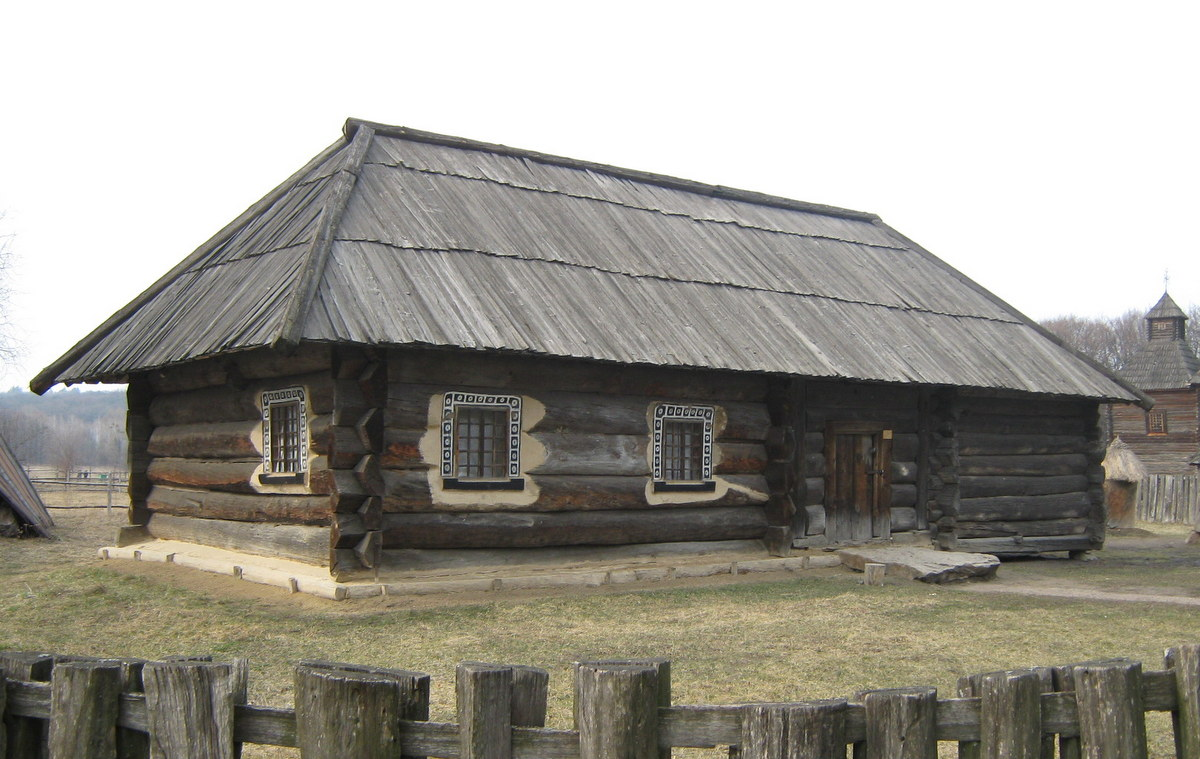
Поліська курна хата з села, Бехи Житомирщина

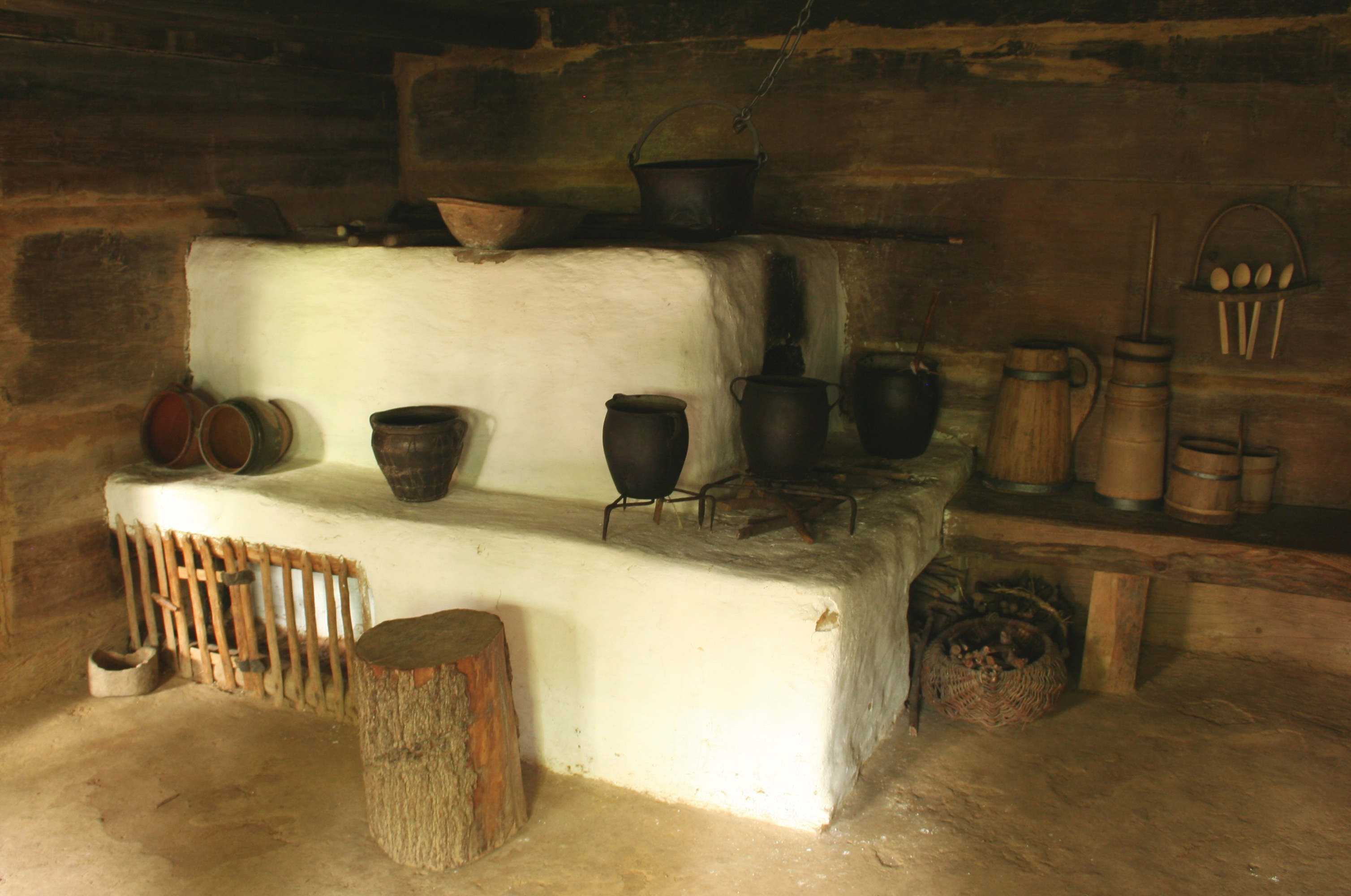
Лемківська піч без коша, 1885, Сянок (Лемківщина)

У такій хаті немає комина, а дим з печі виходить просто в житлове приміщення. Але це не означає, що мешканці такої хати задихаються від диму: дим збирається під балками стелі, а потім виходить через димові отвори, які саме тому й називаються "димниками", тому курна хата має закурену чорну стелю з балками. При цьому сажа з печі не осідає на печі, лавах та іншому меблюванні і не перетворює мешканців хати на темношкірих, оскільки сажа виходить назовні разом з димом.
Таку верховинську бойківську курну хату на Підкарпатській Русі в 1920-х роках чудово описав Михайло Парлаг, який тоді вчителював у селі Буковець Воловецького округу:
"…у димнянках вогонь кладуть двічі на день, вранці та ввечері, при відкритих дверях, що взимку, то і влітку. Після того, як обід або вечеря зваряться, а дим із димнянки вийде, вікна закриваються, а «вікно», прорізане в стелі для проходу диму, як і над дверима, герметично затикається, від чого тепло у такій димнянці тримається до вечора чи від вечора до ранку. Треба вам ще знати і те, що дим у димнянках не наповнює кімнату від стелі до самої підлоги чи землі, а наповнює лише від стелі до висоти відкритих вікон, так, що якщо ви зростом під 150 сантиметрів, то спокійно можете стояти у такій кімнаті-димнянці."
Ще один тип курної хати з лемківського регіону з року 1885 ми бачимо на малюнку з розповіді в Сяніку. Тут до житлової "світлиці" з піччю лише заносять дрова, але дим випускається до "сіней". 

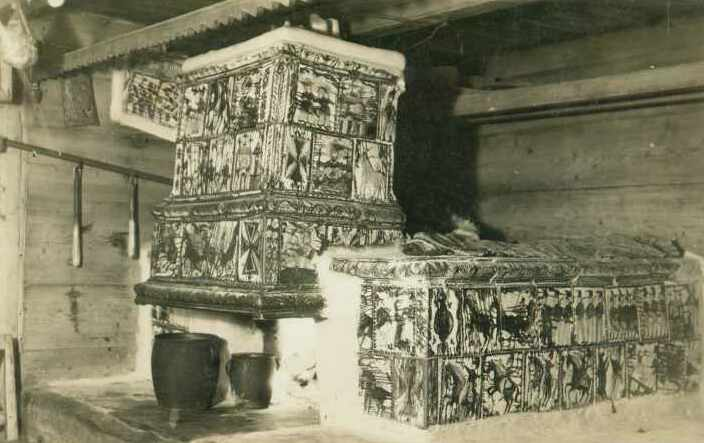
Гуцульська кахляна піч з димником під дахом, 1936, Ворохта

Нарешті, як пише Франтішек Жегож, третій тип димнянки ми бачимо у гуцулів, де «до печі, що займає чверть світлиці, глиняної чи навіть кахляної, вогонь кладеться із сіней, а дим виходить через кош під стріху». За Жегожем, гуцули свою парадну світлицю не тримають закуреною, як їх сусіди бойки.

## Переваги курних хат
Закурене дерево менше гнило, в таких хатах не заводилися жуки-червоточини, але і таргани, блощиці та інша набридлива комаха. Окрім того, як свідчать старші люди, що ще застали такі хати, піч без комина потребувала менше дров та краще утримувала тепло, так що по чистій дерев'яній підлозі можна було ходити босоніж навіть у найсильніші морози. А сучасні вчені вважають, що повітря в димнянках дезінфікувалося природним способом, що захищало їх від поширення епідемій.

## Цікаві факти
Цікаво, що зовсім іншу думку в 1896 році висловив енциклопедичний словник Брокгауза і Ефрона, виданий у Санкт-Петербурзі:
"Найбільше димнянки поширені досі серед фінських народностей. Дим таких хат спричиняє хвороби очей, інколи аж і сліпоту, а також хвороби легень. За статистикою за роки 1850-1874, середня тривалість життя чоловіків фінської народності Петербурзького округу не досягає 20 років, а жінок — трохи понад 22 роки, тоді як у Росії середня тривалість життя чоловіків 30, а жінок — 32 роки. Цей результат слід приписати саме димнянкам."
На Угорській Русі, як зафіксував близько 1905 року український етнограф Ф. Вовк (1847-1918), "димнянки затримуються якнайупертіше, незважаючи на те, що поліція суворо вимагає ставити нові хати тільки з коминами, які б виводили дим назовні понад дах; нам, наприклад, у Золотарьово у кількох хатах траплялося бачити фальшиві комини, що були вгорі понад дах, але не мали нічого спільного з піччю".